# Micronecta scholtzi
Micronecte bruyant
Espèce
Micronecta scholtzi, le Micronecte bruyant,  est une espèce de punaises aquatiques de la famille des Micronectidae. 

## Répartition
Micronecta scholtzi se rencontre couramment dans les étangs et lacs d'Europe.

## Description

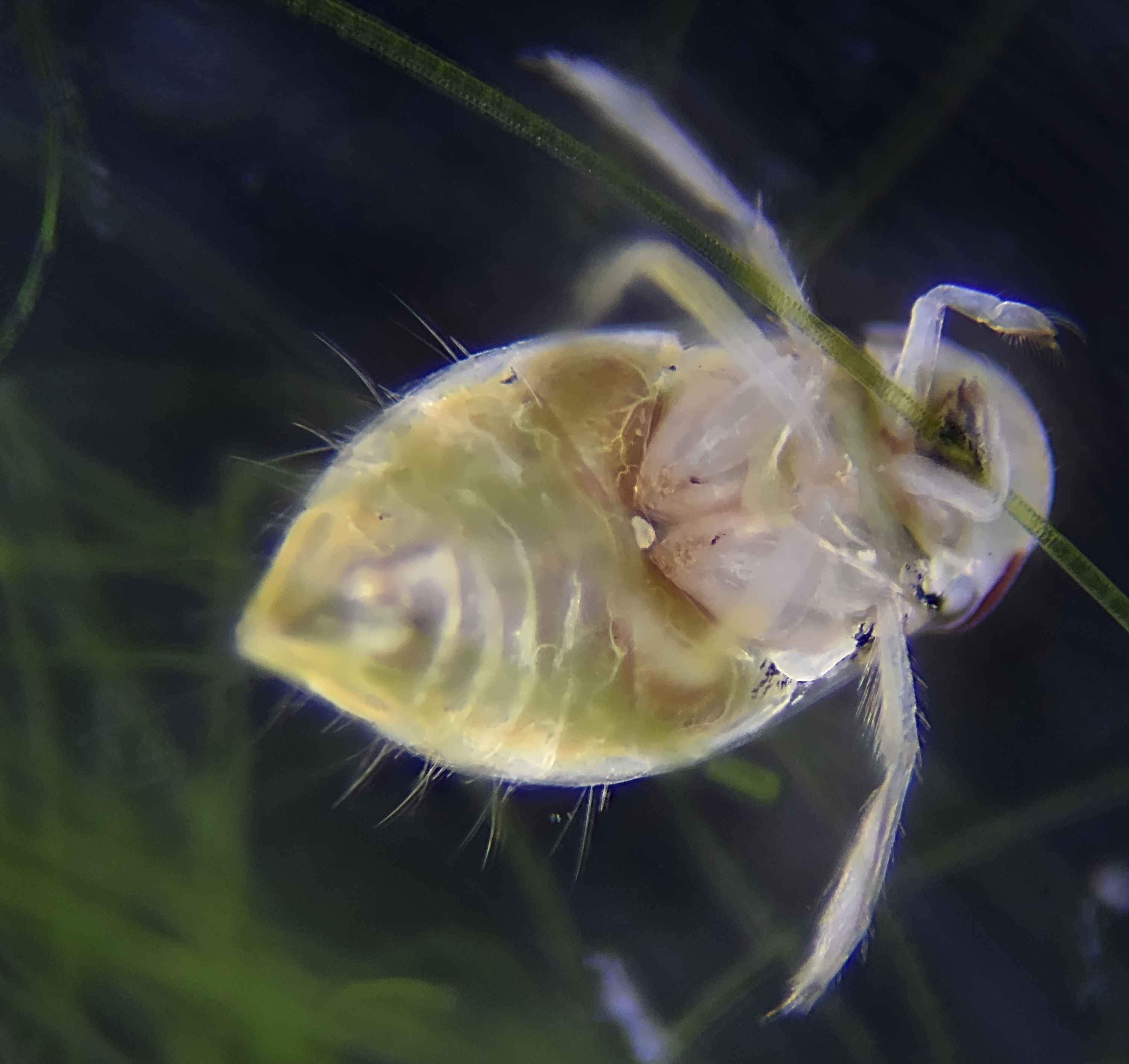
Micronecta scholtzi vue de dessous.

Les individus font environ 2 mm de long. Micronecta scholtzi se distingue des autres espèces du genre Micronecta par les caractéristiques de ses organes génitaux masculins (insémination traumatique), un pronotum court et un motif sombre distinctif sur la tête. On sait peu de choses sur ses habitudes et son habitat, mais on pense que cette espèce prospère dans les bas-fonds des étangs ou au bord des lacs.
Le mâle de cette espèce produit un chant de parade sous-marine en stridulant une crête de son pénis à travers les ondulations de son abdomen. La zone concernée ne mesure que 50 μm de diamètre, soit environ l'épaisseur d'un cheveu humain. Une équipe de biologistes et d'ingénieurs du son de France et d'Écosse a enregistré M. scholtzi produisant un son allant jusqu'à 99,2 dB, un volume sonore comparable à celui d'un train de marchandises. Le bruit était si intense que les ingénieurs ont vérifié l’étalonnage de leurs instruments. Il est classé par Guinness World Records comme le pénis le plus bruyant. Presque tout le volume est perdu lorsque le son passe de l’eau à l’air, mais reste néanmoins audible pour les humains marchant le long des rives d'un étang. Cette espèce est considérée comme la plus bruyante de tous les animaux par rapport à leur taille.

## Classification
Le nom valide complet (avec auteur) de ce taxon est Micronecta scholtzi (Fieber, 1860).
L'espèce a été initialement classée dans le genre Sigara sous le protonyme Sigara scholtzi Fieber, 1860.
Ce taxon porte en français le nom vernaculaire ou normalisé suivant : Micronecte bruyant.
Micronecta scholtzi a pour synonymes :
- Micronecta meridionalis (Costa, 1862)
- Micronecta scholtzi (Scholtz)
- Sigara scholtzi Fieber, 1860